# 诺昂-维克
诺昂-维克（法語：Nohant-Vic，法語發音：[nɔ.ɑ̃ vik]）是法国安德尔省的一个市镇，位于该省东部偏南，属于拉沙特尔区。该市镇于1822年由原市镇诺昂（Nohant）和维克叙圣沙尔捷（Vic-sur-Saint-Chartier）合并而成。

## 地理
诺昂-维克（46°38'19"N, 1°57'36"E）面积21.25 平方千米，位于法国中央-卢瓦尔河谷大区安德尔省，该省份为法国中部省份，北起卢瓦-谢尔省，西北接安德尔-卢瓦尔省，西南接维埃纳省，南至克勒兹省和上维埃纳省，东临谢尔省。
与诺昂-维克接壤的市镇（或旧市镇、城区）包括：卢鲁埃圣洛朗、蒙日夫赖、蒙蒂普雷、圣沙尔捷、萨尔宰、伊涅赖河畔韦尔讷伊。

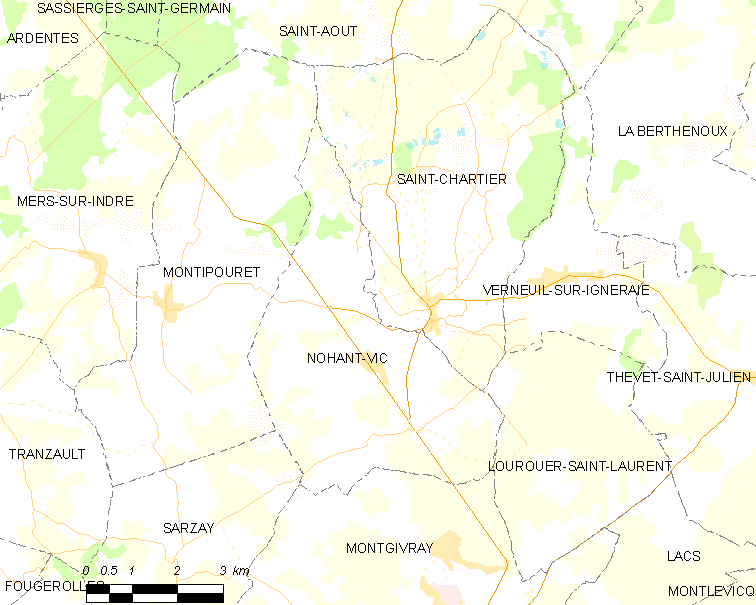
诺昂-维克的OSM定位图

诺昂-维克的时区为UTC+01:00、UTC+02:00（夏令时）。

## 行政
诺昂-维克的邮政编码为36400，INSEE市镇编码为36143。

## 政治
诺昂-维克所属的省级选区为拉沙特尔县。

## 人口

1962-2008年间诺昂-维克人口变化图示

诺昂-维克于2022年1月1日时的人口数量为451人。

## 景点
乔治·桑故居

## 名人
乔治·桑